# مارک پیترز (بازیکن فوتبال، زاده ۱۹۷۲)
مارک پیترز (انگلیسی: Mark Peters؛ زادهٔ ۶ ژوئیهٔ ۱۹۷۲) بازیکن فوتبال اهل ولز است.
از باشگاه‌هایی که در آن بازی کرده‌است می‌توان به باشگاه فوتبال ویموث، باشگاه فوتبال منچستر سیتی، باشگاه فوتبال سنت آلبنز سیتی، باشگاه فوتبال لیتون اورینت، باشگاه فوتبال کمبریج یونایتد، باشگاه فوتبال منزفیلد تاون، باشگاه فوتبال پیتربورو یونایتد، باشگاه فوتبال نوریچ سیتی، و باشگاه فوتبال آلدرشات تاون اشاره کرد.
وی همچنین در تیم‌های ملی فوتبال Wales U18 Wales U21 بازی کرده‌است.